# Охра
О́хра (от др.-греч. ὠχρός «изжелта-бледный, оранжевый») — природный пигмент, состоящий из гидрата окиси железа с примесью глины.

## Описание
Цвет охры — от светло-жёлтого до коричнево-жёлтого и тёмно-жёлтого. Все охры, в том числе жёлтые и оранжевые, представляют собой глиноподобные природные вещества, содержащие в себе, прежде всего, каолин (кремнезём) Si2H2O5, глинозём Аl(OH)3, а также примеси и необходимое количество воды. Охры образуют обширную группу природных пигментов. Чаще других в природе встречаются жёлтые охры. При прокаливании жёлтые и оранжевые охры постепенно отдают воду и превращаются в безводную окись железа красного цвета (железный сурик). При умеренном нагревании охры можно получить практически всю гамму оттенков от жёлтого и оранжевого до красно-бурого:173.
Традиционно охры делили по цветам на светлые, средние, тёмные, золотистые и оранжевые. Интенсивность цвета охр определяется содержанием гидроксида железа (Fe3+), чем больше содержание железа, тем ярче цвет. В светлых охрах со слабой цветностью гидроксид железа содержится в пределах 12—25 %, в золотистых — до 75 %. Выше всего содержание железа в охрах оранжевых. В самых тёмных охрах также наблюдаются оксиды марганца, прежде всего — MnO2. Среди других примесей, часто присутствующих в охрах, карбонат кальция, пылевидный песок (кварц) и некоторые другие вещества, часто встречающиеся в природе. Блеском охры не обладают, все они носят матовый характер:173.
Жёлтая охра представляет собой смесь гидрата окиси железа с глиной, а красная является смесью безводной окиси железа с глиной. Красная охра готовится большей частью обжиганием жёлтой охры, встречающейся в изобилии в природе, и употребляется как краска, а также в ситцепечатании.
Человечество использует охру (преимущественно красную) со времен палеолита. Многочисленные археологические находки свидетельствуют о широком распространении данного пигмента у древних людей. Охра обнаруживается в захоронениях неандертальцев и кроманьонцев. Также является обязательным красителем, использовавшимся древними художниками при росписи пещер. 
Благодаря устойчивости минеральных пигментов к воздействию света и химических веществ, а также дешевизне, охра широко применяется для всех видов красок: клеевых, масляных и прочих.
В зависимости от местности нахождения, а также характера и количества примесей, охра образует массу региональных разновидностей (местных глин), в названии которых иногда присутствует слово «охра» или «земля», однако так происходит далеко не всегда. Впрочем. наиболее известные разновидности охры — сиена и умбра, будучи по сути и составу типичными охрами, тем не менее таковыми не называются. С другой стороны, пигменты «охра золотистая», «охра тёмная» или «охра лимонная» не несут в своём названии сведений о географическом происхождении или химических примесях. Они могут добываться или производиться в разных местах и различаться по составу.

## Фотогалерея

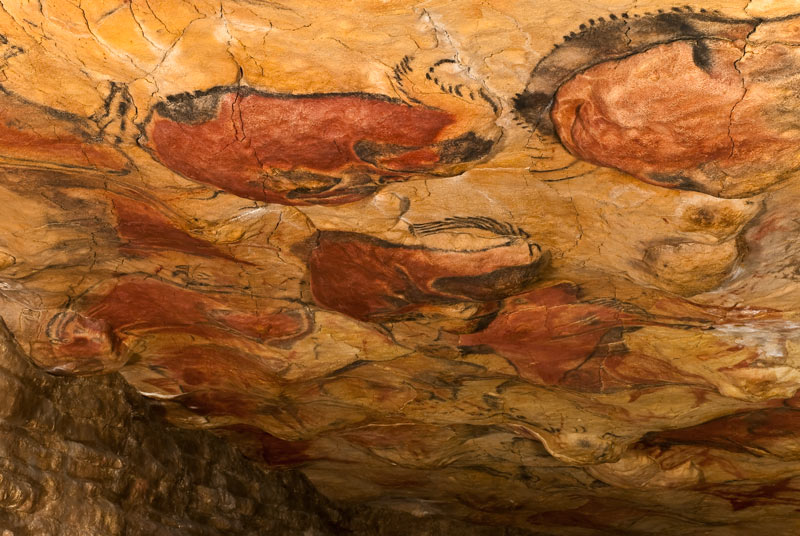
Рисунки быков в пещере Альтамира в Испании выполнены красной охрой
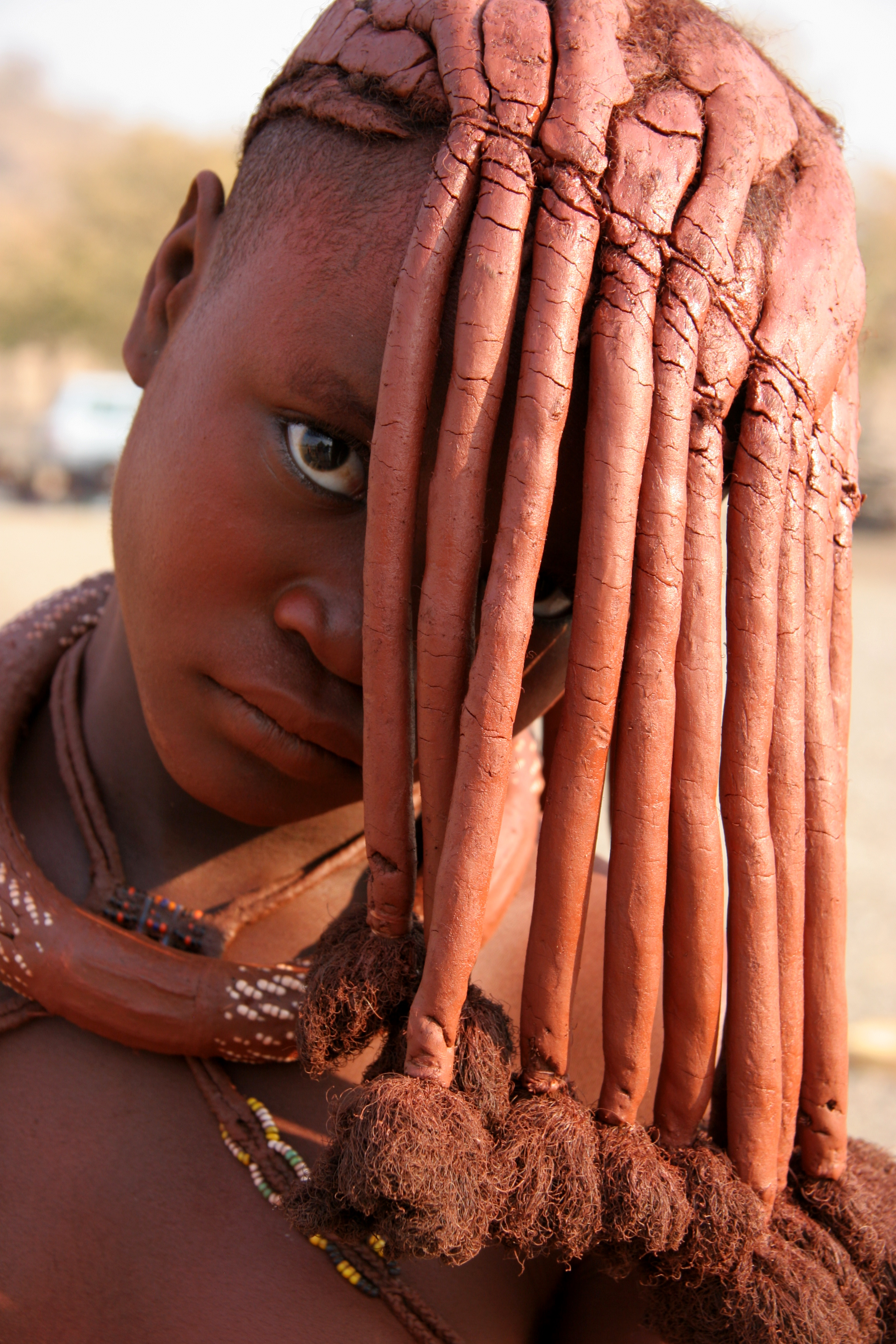
Люди намибийского племени химба покрывают охрой свои тела и волосы для защиты от перегрева и ультрафиолета
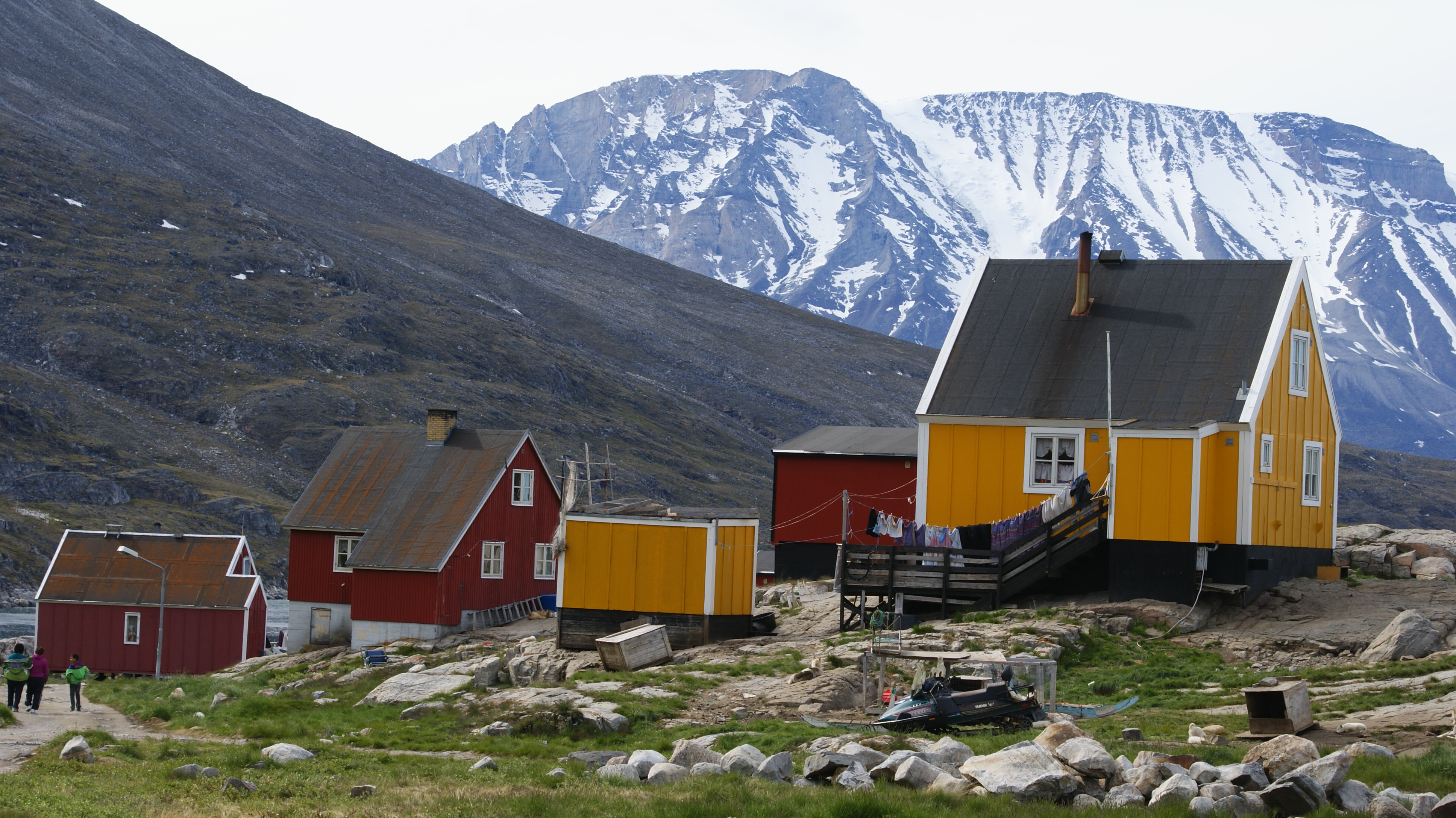
Гренландия: традиционная окраска домов охрой
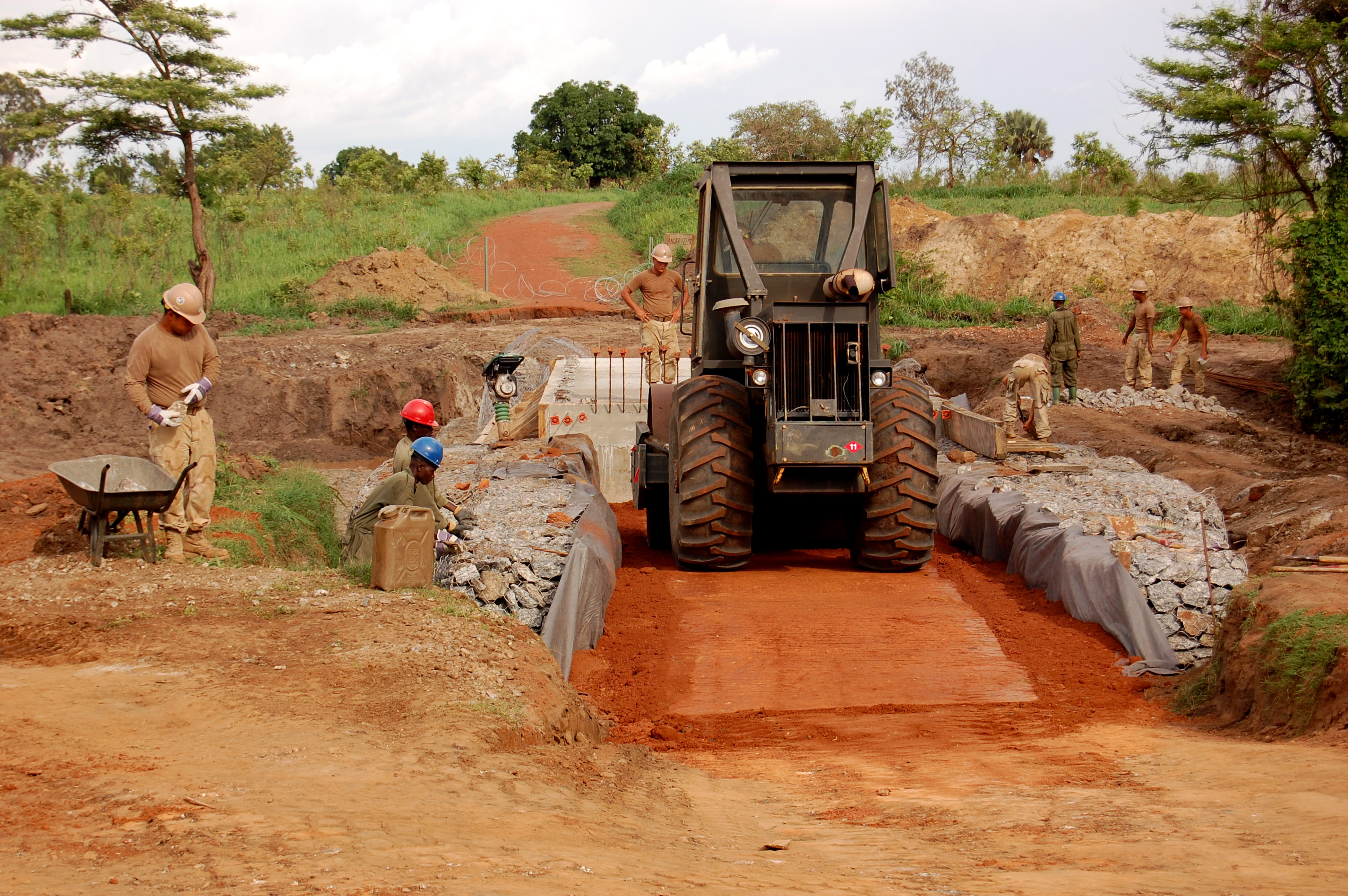
Африка
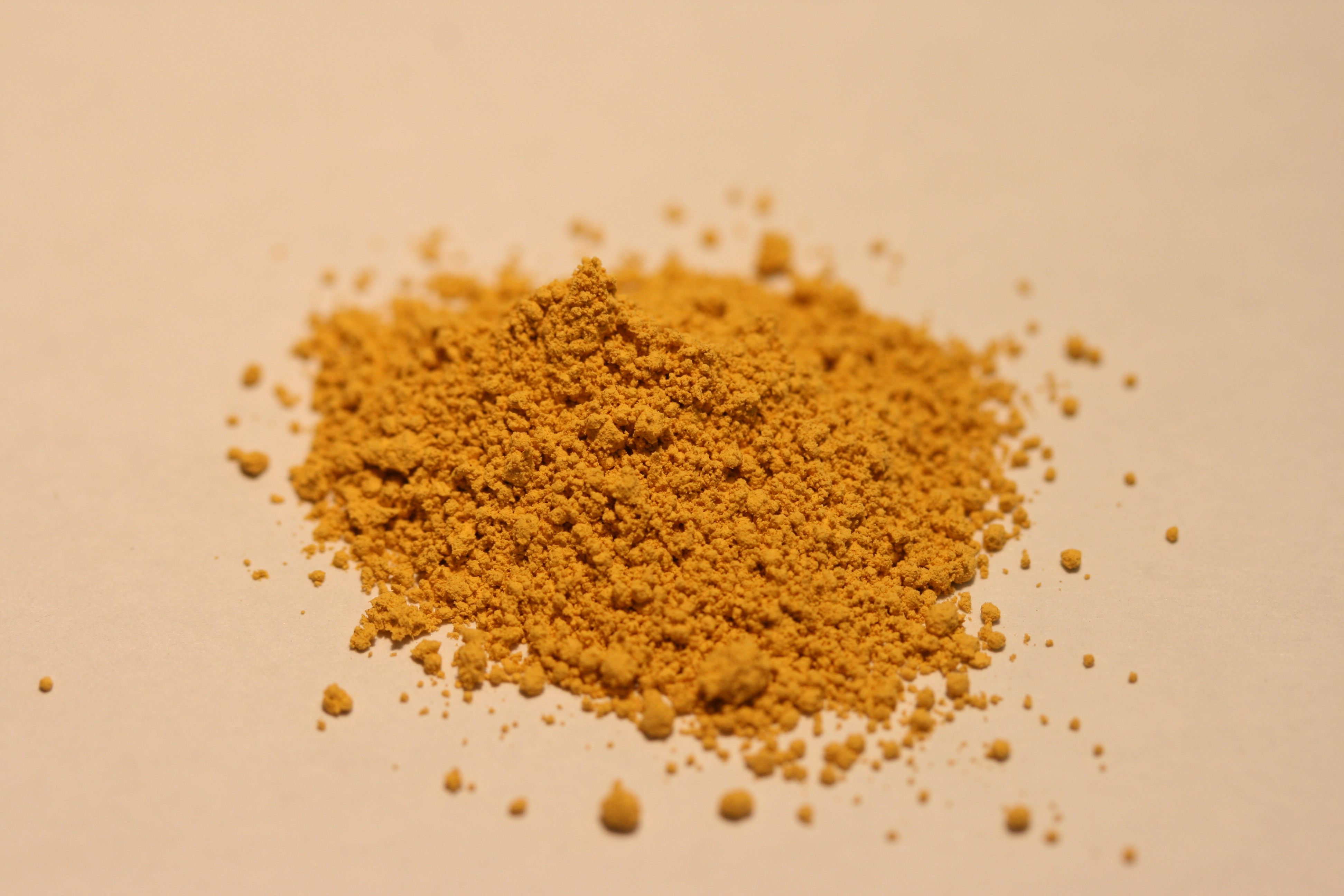
Охристый пигмент